# Frauen-Tribunal
Frauen-Tribunal (englisch Women's Tribunal, auch Womens' Court und World Courts of Women) ist ein Sammelbegriff für eine Reihe von internationalen zivilgesellschaftlichen Initiativen, die sich von den üblichen Gerichtsverfahren unterscheiden und ab Mitte der 1970er Jahre stattfanden. Sie sind keine Alternativen zu den offiziellen Justizsystemen, sondern zielen darauf ab, diese zu ergänzen. Frauen-Tribunale reagieren auf Verletzungen der Rechte von Frauen während und/oder nach bewaffneten Konflikten oder in Friedenszeiten. Sie untersuchen und dokumentieren diese nach dem Vorbild der Russell-Tribunale. Frauen, die Gewalt erlebt haben, sagen als Zeuginnen aus.

## Geschichte

### Übersicht
Internationale Frauen-Tribunale wurden von Aktivistinnen der weltweiten Frauenbewegungen und Nichtregierungsorganisationen seit Mitte der 1970er Jahre als neue Formen des Protestes initiiert und veranstaltet. Das zentrale Thema ist Gewalt gegen Frauen, nicht als Einzelverbrechen, sondern eingebettet in andere systemische Formen der Gewalt wie unter anderem Bevölkerungspolitik, Krieg, Rassismus, neoliberale Wirtschaftspolitik, Armut und Umweltzerstörung. Die Verfahren fanden als öffentliche Anhörungen statt.
Eine besonders aktive Rolle nahmen Frauen aus dem Asiatisch-Pazifischen Raum ein. Frauen aus mehreren asiatischen Ländern gründeten 1986 in Bangkok das Asian Women's Human Rights Council (AWHRC) und organisierten seit 1992 zusammen mit anderen Organisationen und lokalen Initiativen 40 World Courts of Women in Asien, dem Nahen Osten, Südosteuropa und in neuerer Zeit auch in Lateinamerika und den USA.

### Brüssel, 1976
Das erste Frauen-Tribunal war das Internationale Tribunal Gewalt gegen Frauen (International Tribunal on Crimes against Women, auch: Brussels Women's Tribunal), das vom 4. bis 8. März 1976 im Kongresszentrum in Brüssel abgehalten wurde. Feministische Aktivistinnen initiierten es als Gegenaktion zu dem von der UN ausgerufenem Internationalen Jahr der Frau (1975), das als „heuchlerischer Versuch Frauen in das bestehende partriarchale System zu integrieren“ gesehen wurde. Simone de Beauvoir schrieb in einer Grußbotschaft: „Ich begrüße das Tribunal als Beginn einer radikalen Entkolonialisierung von Frauen.“ Hauptorganisatorinnen waren Diana E. H. Russell und die belgische Feministin Nicole Van de Ven. Es nahmen 1500 (nach anderen Quellen 2000) Frauen teil. Männer waren als Teilnehmer und Berichterstatter ausgeschlossen. Die „Anklagen“ umfassten alle gesellschaftlichen Bereichen. Diana Russell berichtete, dass „alle menschengemachten Formen der Frauenunterdrückung als Verbrechen gegen Frauen“ angesehen wurden. Frauen aus 40 Ländern bezeugten Frauenrechtsverletzungen, erstmals auch innerhalb der Familie. Es gab keine Jury und im Unterschied zu den Russell-Tribunalen auch keine abschließende Entscheidung mit Empfehlungen. Der Zweck des Tribunals war nicht, „zu urteilen“, sondern „staatliches Recht“ zu kritisieren. Die Organisatorinnen veröffentlichten eine Dokumentation, die eine Geschichte der Entwicklungen, die zum Tribunal geführt haben, umfasste, und eine Kritik, in der seine Wirkung, die Folgen und sein Bild in den Medien analysiert wurden.
Das Brüsseler Tribunal konstituierte ein Modell für folgende Tribunale, denen gemeinsam ist, dass sie Frauen zuhören müssen, „deren Stimmen von offiziellen Institutionen zum Schweigen gebracht oder nie gehört worden waren“.

### Tokio, 2000
Das Women’s International War Crimes Tribunal on Japan's Military Sexual Slavery (Tokyo Women’s Tribunal, auch Comfort Women Tribunal, deutsch: Trostfrauen–Tribunal) wurde im Jahr 2000 begründet, um die strafrechtliche Verantwortlichkeit hochrangiger japanischer militärischer und politischer Beamter und des Staates Japan für Vergewaltigungen und sexuelle Sklaverei als Verbrechen gegen die Menschlichkeit während der japanischen Militäraktivitäten im asiatisch-pazifischen Raum in den 1930er und 1940er Jahren zu untersuchen. Unter den Angeklagten, denen symbolisch der Prozess gemacht wurde, nannte das Tribunal auch Kaiser Hirohito. Das Tribunal verstand sich als Fortsetzung der Tokioter Prozesse, die bald nach dem Zweiten Weltkrieg eingerichtet worden waren. Es ging aus der Arbeit verschiedener Frauen-Nichtregierungsorganisationen aus ganz Asien hervor und fand unter dem Motto „Die Geschichte des Schweigens durchbrechen“ vom 8. bis 12. Dezember in Tokio mit täglich tausend Teilnehmerinnen und 200 Reportern aus der ganzen Welt statt. Das Tokio-Tribunal hatte keine Rechtswirkung. Es versuchte sein Verfahren durch eine getreue Simulation klassischer Gerichtsverfahren zu stärken, unterstützt von der Reputation der Richterinnen: Gabrielle Kirk McDonald, ehemalige Präsidentin des Internationalen Strafgerichtshofs für das ehemalige Jugoslawien; Carmen Maria Argibay, Strafrichterin in Argentinien und Präsidentin der International Association of Women Jurists; Christine Chinkin, Professorin für Völkerrecht an der London School of Economics and Political Science; außerdem Willy Mutunga, Direktor der Kenianischen Menschenrechtskommission. Als ‚Chefanklägerin‘ fungierte die australische Juristin auf dem Gebiet der Kinder- und Frauenrechte in bewaffneten Konflikten, Tina Dolgopol. 75 ehemalige „Trostfrauen“ kamen aus Nord- und Südkorea, den Philippinen, China, Taiwan, Indonesien, Osttimor, Malaysia und Japan und bezeugten die von kaiserlichen japanischen Soldaten begangenen Verbrechen, zu denen systematische Vergewaltigungen, sexuelle Sklaverei, erzwungene Abtreibung, sexuelle Gewalt, erzwungene Sterilisation und Kindesvergewaltigung gehörten. Außerdem sagten zwei ehemalige japanische Soldaten aus. Internationale Medien berichteten ausführlich über das Tribunal, darunter The Washington Post, die Frankfurter Allgemeine Zeitung, The Korea Times und der Fernsehsender Australian Broadcasting Corporation, jedoch nur eine japanische überregionale Zeitung, die Asahi Shimbun. Japanische Fernsehsender ignorierten das Ereignis weitgehend. Das Gericht verfasste ein 250-seitiges Urteil und kam zu dem Ergebnis, dass der Tatbestand der „sexuellen Sklaverei“ inhaltlich bereits zu Zeiten des Zweiten Weltkriegs durch diverse Rechtstexte und vor allem durch das Völkergewohnheitsrecht verboten war. Die Strafbarkeit sämtlicher Angeklagten ebenso die staatliche Verantwortung wurde bejaht. Das Gericht empfahl der japanischen Regierung sich „vollständig und offen“ zu entschuldigen, den überlebenden Opfern eine Entschädigung zu gewähren sowie die Einrichtung einer Wahrheits- und Versöhnungskommission nach südafrikanischem Vorbild. Das Urteil wurde im Dezember 2001 dem Internationalen Gerichtshof in Den Haag übergeben.

### Weitere Frauen-Tribunale
- In Lahore, Pakistan wurde 1993 der Asia Court of Women, on Violence Against Women (Asiatischer Gerichtshof zu Gewalt gegen Frauen) vom Asian Women's Human Rights Council (Menschenrechtsrat asiatischer Frauen) und der NGO El Taller International zusammen mit dem regionalen Simorgh Women's Collective organisiert. Er konzentrierte sich auf das Thema „persönliche“ Gewalt gegen Frauen.[14]
- 1995 fand in Beirut die erste Anhörung in der Arabischen Welt zu Gewalt gegen Frauen statt. Frauen aus 14 arabischen Ländern sagten aus. Sie führte 1996 zu der Etablierung des Arab Women's Court durch mehrere regionale Initiativen, der von Marokko aus organisiert und später in den Libanon verlegt wurde. Der Court spielt eine Schlüsselrolle für lokale Kampagnen zur Bekämpfung von Gewalt gegen Frauen.[15][16]
- Der World Court of Women on US War Crimes untersuchte Kriegsverbrechen der Vereinigten Staaten gegen Frauen im Irakkrieg. Er wurde vom World Tribunal on Iraq eingesetzt und fand am 18. Januar 2004 parallel zum Weltsozialforum in Mumbai, Indien, statt.
- Der Southeast Asia Court of Women on HIV and Human Trafficking (Südostasiatischer Gerichtshof für Frauen zu HIV und Menschenhandel) wurde im August 2009 als symbolisches Gericht während des 9. Internationalen Kongresses zu AIDS in Asien und dem Pazifik in Nusa Dua, Bali, abgehalten. 22 Frauen aus sechs Ländern sagten zu ihren Erfahrungen mit Menschenhandel und sexueller Ausbeutung aus. Die Initiative war von der indischen Feministin und Menschenrechtsaktivistin Corinne Kumar ausgegangen, die 1979 die Gruppe Vimochana, Forum for Women's Rights in Bengaluru gegründet hatte.[17] Organisiert wurde das Tribunal von dem Entwicklungsprogramm der Vereinten Nationen sowie den NGOs Asian Women’s Human Rights Council (AWHRC) und der balinesischen Yakeba.
- Im Mai 2015 fand nach einer fünfjährigen Vorbereitungszeit in Sarajevo ein viertägiges Frauen-Tribunal statt, an dem Frauen aus Nichtregierungsorganisationen (NGOs) in allen Ländern des ehemaligen Jugoslawiens beteiligt waren. Mitbegründerinnen und Koordinatorinnen waren die Women in Black in Belgrad. Frauen klagten in einem symbolischen Prozess Massenvergewaltigungen an, die im Jugoslawienkrieg als Kriegsstrategie eingesetzt worden waren, und deren Opfer sie aufgrund ihres Geschlechtes als auch ihrer Ethnie waren.[18]